# Europsko prvenstvo u košarci – Čehoslovačka 1981.
Europsko prvenstvo u košarci 1981. godine održalo se u Čehoslovačkoj od 26. svibnja do 5. lipnja 1981. godine.
Hrvatski igrači koji su igrali za reprezentaciju Jugoslavije: Krešimir Ćosić, Andro Knego, Branko Skroče, Željko Poljak i Petar Popović.